# Waireia stenopetala
Waireia stenopetala är en orkidéart som först beskrevs av Joseph Dalton Hooker, och fick sitt nu gällande namn av D.L.Jones, M.A.Clem. och Brian Peter John Molloy. Waireia stenopetala ingår i släktet Waireia och familjen orkidéer. Inga underarter finns listade i Catalogue of Life.